# Umët
Umët è una cittadina della Russia europea centrale, situata nella oblast' di Tambov; appartiene amministrativamente al rajon Umëtskij, del quale è il capoluogo.